# 3558 Shishkin
3558 Shishkin è un asteroide della fascia principale. Scoperto nel 1978, presenta un'orbita caratterizzata da un semiasse maggiore pari a 2,4409715 UA e da un'eccentricità di 0,0660677, inclinata di 13,38420° rispetto all'eclittica.